# Pirfenidona
La pirfenidona es un fármaco antifibrótico utilizado en el tratamiento de la  fibrosis pulmonar idiopática (FPI). El objetivo es enlentecer el progreso de la patología y prolongar la supervivencia. Actúa reduciendo la inflamación y la formación de cicatrices en el tejido pulmonar mediante la regulación de la producción de factores de crecimiento. 

## Historia
En 1995, Iyer et al. describieron las propiedades antifibróticas de la pirfenidona en hámsteres con fibrosis pulmonar inducida por bleomicina. La pirfenidona ha sido evaluada en varios ensayos clínicos en pacientes con fibrosis pulmonar idiopática (FPI). En 1999, Raghu et al. publicaron un estudio no controlado que mostró una supervivencia global del 78% al año y del 63% a los dos años en 54 pacientes con FPI que recibieron pirfenidona.  Desde entonces ha sido aprobado en varios países para esta indicación desde principios de la década de 2000.  
Este medicamento se comercializa en Japón, con el nombre de Pirespa, la farmacéutica Shionogi & Co, desde el 2008; mientras que en la India se permitió su venta en octubre de 2010, comercializada por Cipla con la denominación Pirfenex. La Food and Drug Administration (FDA), en mayo de 2010, solicitó un ensayo clínico adicional para apoyar su eficacia en la FPI. El 3 de marzo de 2011, la Comisión Europea autorizó su comercialización, con el nombre de Esbriet, en los 27 estados de la Unión. Por su parte, en Estados Unidos, el medicamento también bajo el nombre de Esbriet fue aprobado para su uso por la FDA el 15 de octubre de 2014.

## Farmacocinética

### Vías de Administración
Pirfenidona se administra por vía oral. Está disponible en forma de cápsulas y tabletas 267 y de 801 mg.

### Absorción
Pirfenidona se absorbe rápidamente tras la administración oral, alcanzando concentraciones plasmáticas máximas en aproximadamente 30 minutos a 4 horas. La biodisponibilidad absoluta es aproximadamente del 50%, debido al efecto de primer paso hepático. Tomar Pirfenidona con alimentos reduce la Cmáx en un 40% y afecta mínimamente el AUC (16%). Se recomienda tomarlo con alimentos para reducir efectos adversos como náuseas y mareos.

### Distribución
El volumen de distribución oral aparente medio es de 59 a 71 L, indicando que no se distribuye ampliamente a los tejidos. Se une a las proteínas plasmáticas en un 50-62%, principalmente a la albúmina sérica. 

### Metabolismo y Metabolitos
La pirfenidona se metaboliza principalmente en el hígado (70-80%) a través de la enzima CYP1A2, y en menor medida por CYP2C9, CYP2C19, CYP2D6 y CYP2E1. El principal metabolito es la 5-carboxipirfenidona, que es inactiva. 

### Excreción
La pirfenidona se elimina principalmente por vía urinaria. Después de una dosis oral, el 80% se excreta en la orina en aproximadamente 3 horas, principalmente como 5-carboxipirfenidona. Menos del 1% se excreta sin cambios. La semivida de eliminación es de aproximadamente 2.4 horas en personas sanas.
Tras una dosis de 801 mg, el aclaramiento oral aparente medio es de 13,8 L/h con alimentos y 11,8 L/h sin alimentos.

## Farmacodinámica

### Mecanismo de Acción
Aunque el mecanismo de acción de la pirfenidona no se comprende completamente, se sabe que modula la actividad del factor de crecimiento transformante beta (TGF-β), una citocina clave en la fibrosis pulmonar idiopática (FPI). Al inhibir la diferenciación de fibroblastos en miofibroblastos, evita la síntesis excesiva de colágeno y matriz extracelular, y modula los factores de crecimiento derivados de plaquetas (PDGF), implicados en la patogénesis de la fibrosis pulmonar. La pirfenidona también regula a la baja las citoquinas proinflamatorias como TNF-α, IL-1, IL-6, IFN-γ y PDGF, y promueve la producción de la antiinflamatoria IL-10 en modelos animales. 

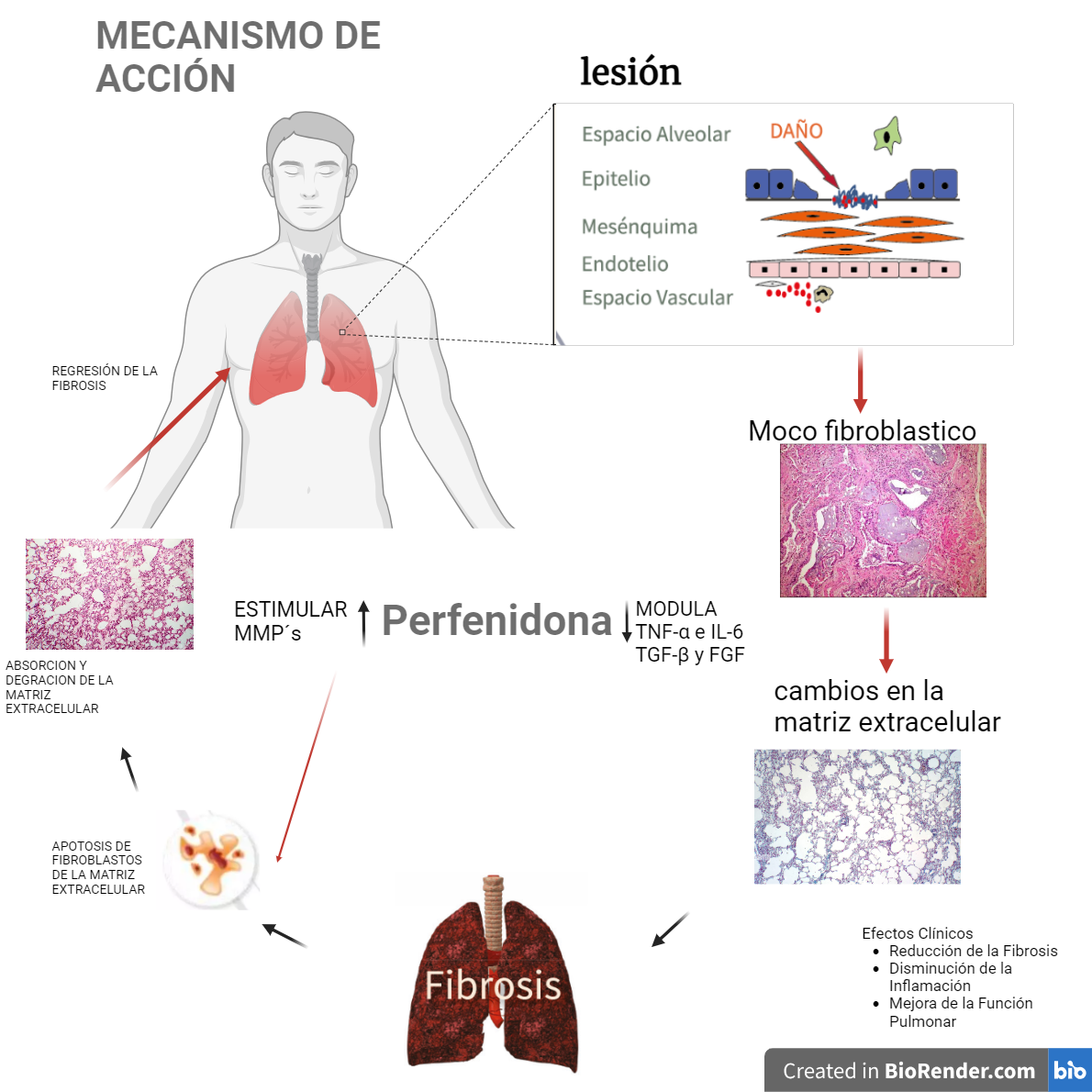
Figura 1. Mecanismo de acción de la Pirfenidona.

Actúa sobre varias dianas moleculares, inhibiendo factores de crecimiento y necrosis tumoral TGF-ß1 y TNF-α, así como otras moléculas como el colágeno, interleucinas (IL-6, IL-1ß, IL-13, IL-12p40), fibronectina, HSP47 y ICAM-1. En consecuencia, la pirfenidona atenúa la proliferación de fibroblastos, la producción de citocinas y proteínas relacionadas con la fibrosis, y el aumento de la biosíntesis y acumulación de matriz extracelular en respuesta a citocinas como TGF-ß y PDGF, como se observa en la Figura 1.

### Efectos Farmacológicos
Se sugiere que los efectos antioxidantes del fármaco contribuyen a sus propiedades antiinflamatorias y antifibróticas. Estos efectos ayudan a reducir la progresión de la fibrosis pulmonar al limitar la acumulación de matriz extracelular y la producción de especies reactivas de oxígeno. También disminuye la respuesta inflamatoria que contribuye al desarrollo de fibrosis.

### Interacciones
Evitar la combinación del zumo de pomelo con el fármaco.

#### Tabaquismo y Pirfenidona.[1][2][5][9]
Un estudio de interacción de fase 1 evaluó el efecto de fumar cigarrillos (inductor de CYP1A2) sobre la farmacocinética de Pirfenidona. Los niveles plasmáticos del fármaco disminuyeron en un 50% en pacientes fumadores. Además, fumar puede inducir la producción de enzimas hepáticas y aumentar el metabolismo del fármaco.

#### Fármacos que interaccionan con Pirfenidona.[1][2][5][9]
| Fármaco | Resultados de la interacción                                                                                     |
| --- | --- |
| Inductores de CYP1A2                                                                                                | Aumenta el metabolismo del fármaco.                                                                              |
| Inhibidores de CYP1A2 - Fluvoxamina - Enoxacina - Ciprofloxacina - Metoxaleno - Mexiletina - Anticonceptivos orales | Disminuye el metabolismo del fármaco. Aumenta los niveles plasmáticos del fármaco en el organismo (2 a 4 veces). |

## Uso clínico
La pirfenidona se utiliza en el tratamiento de la fibrosis pulmonar idiopática leve-moderada, aunque también está siendo investigada en el síndrome de Hermansky-Pudlak  y en otros casos en los que se desarrolla fibrosis en otros tejidos después de procesos de cicatrización.

### Estudios Clínicos
- En un estudio de fase III aleatorizado, doble ciego y controlado con placebo se observó una relación dosis-respuesta favorable a una dosis de 2403 mg/día de pirfenidona en comparación con 1197 mg/día de pirfenidona.  Una evaluación PK-PD de un subconjunto de estos pacientes mostró una débil relación positiva entre la exposición plasmática a pirfenidona y el criterio de valoración primario de cambio de la capacidad vital forzada. [9]
- En un estudio doble ciego, aleatorizado, controlado con placebo y activo de brazos paralelos para determinar el impacto de dos dosis de cápsulas de pirfenidona (2403 mg/día y 4005 mg/día) en el intervalo QT en voluntarios humanos sanos (40/brazo de tratamiento).  Se realizaron evaluaciones del ECG al inicio y en el día 10 del tratamiento.  No hubo evidencia de un efecto relacionado con el tratamiento sobre el intervalo QTc en ninguna de las dosis probadas.  Se observaron aumentos estadísticamente significativos de la frecuencia cardíaca, con incrementos máximos de 3,8 lpm (IC del 90%: 1,7; 5,9) en el grupo de pirfenidona 2403 mg/día y de 4,9 lpm (IC del 90%: 2,5; 7,4) en el grupo de pirfenidona 4005 mg/día. [9][11]
- La pirfenidona ha demostrado ser más eficaz que el placebo para ralentizar el empeoramiento de la función pulmonar en pacientes con fibrosis pulmonar idiopática (FPI), según dos estudios principales con 779 pacientes. En el primer estudio se compararon dos dosis de pirfenidona (399 mg y 801 mg, tres veces al día) y placebo, midiendo la eficacia a través del cambio en la capacidad vital forzada (CVF) después de 72 semanas. Los resultados mostraron que la pirfenidona redujo menos la CVF que el placebo, siendo más eficaz a la dosis más alta (801 mg). Los resultados combinados de ambos estudios mostraron una reducción media de la CVF del 8.5% con pirfenidona, comparado con el 11% con placebo. Un análisis adicional, que incluyó datos de un tercer estudio, examinó los efectos de pirfenidona en FPI avanzada y no avanzada. La FPI avanzada se clasificó con una CVF inferior al 50% y/o una capacidad pulmonar difusa de monóxido de carbono inferior al 35%, incluyendo 170 pacientes con FPI avanzada y 1,077 con FPI no avanzada. Tras 52 semanas de tratamiento, la disminución de la CVF fue un 46% menor en pacientes con FPI avanzada (151 ml con pirfenidona frente a 278 ml con placebo) y un 41% menor en pacientes con FPI no avanzada (129 ml con pirfenidona frente a 217 ml con placebo). En resumen, pirfenidona es eficaz para ralentizar el deterioro de la función pulmonar en pacientes con FPI, tanto en estadios avanzados como no avanzados de la enfermedad, siendo más efectivo a dosis altas. [3]
- En un estudio observacional retrospectivo, realizado en cuatro centros especializados de Argentina, evaluó la tolerancia, eficacia y motivos de suspensión de la pirfenidona en la vida real. Se analizaron las historias clínicas de 50 pacientes que recibieron pirfenidona entre junio de 2013 y septiembre de 2016. Los pacientes, en su mayoría hombres (76%) con una edad media de 67.8 años, fueron expuestos a la pirfenidona durante un promedio de 645.68 días con una dosis diaria media de 2,064.56 mg. Se reportaron 19 eventos adversos en 15 pacientes (30%), siendo los más comunes las náuseas (14%), astenia (10%) y rash cutáneo (8%). El 36% de los pacientes interrumpió el tratamiento, siendo la falta de entrega por parte de los proveedores el motivo más frecuente (18%). La evolución de la capacidad vital forzada (CVF%) mostró una declinación media de 4.03% en el período prepirfenidona y de 2.64% en el período pospirfenidona, sin alcanzar significación estadística (p=0.534). En conclusión, la pirfenidona fue bien tolerada y mostró una tendencia a ralentizar la declinación de la CVF. [13]

### Efectos Adversos
| Sistema implicado        | Grupo CIOSM    | Tipo de reacción |
| ------------------------ | -------------- | --- |
| Sistema Gastrointestinal | Muy frecuentes | Náuseas |
| Sistema Gastrointestinal | Frecuentes     | Vómito Diarrea Dispepsia Anorexia Dolor abdominal Pérdida de peso                                                            |
| Sistema Gastrointestinal | Muy raros      | Gastritis Xerostomía |
| Sistema Nervioso         | Muy frecuentes | Fatiga |
| Sistema Nervioso         | Frecuente      | Mareos Cefalea Insomio |
| Sintema Tegumentario     | Frecuente      | Erupción cutánea Prurito Fotosensibilidad                                                                                    |
| Sintema Tegumentario     | Muy raro       | Eritema Piel seca |
| Sistema Hepático         | Frecuente      | Aumento de aminotransferasas (>3 a ≤5) acompañado o no con hiperbilirrubinemia.                                              |
| Sistema Hepático         | Muy raro       | Hepatitis |
| Sistema Respiratorio     | Frecuente      | Infección del tracto respiratorio superior                                                                                   |
| Sistema Respiratorio     | Muy raro       | Sinusitis |
| Sistema Osteomuscular    | Muy raro       | Artralgia |
| Sistema Cardiovascular   | Muy raro       | Taquicardia Angina |
| Sistema Inmunológico     | Frecuente      | Angioedema Reacciones anafilácticas                                                                                          |
| Sistema Inmunológico     | Muy raro       | Reacciones cutáneas graves (incluyendo síndrome de Stevens-Johnson (SJS), necrólisis epidérmica tóxica (TEN) y eosinofilia). |

### Contraindicaciones[1][10]
- Hipersensibilidad al principio activo o alguno de los excipientes.
- Uso concomitante de fluvoxamina.
- Antecedentes de angioedema con pirfenidona.
- Deterioro hepático grave o enfermedad hepática terminal.
- Insuficiencia renal grave (CrCl <30 ml/min) o enfermedad renal terminal que requiera diálisis.

### Sobredosis
La experiencia clínica con sobredosis es limitada. Se reportaron reacciones adversas leves, transitorias y consistentes. No hay un antídoto específico. 

### Toxicidad
Se realizaron estudios a largo plazo en ratones y ratas para evaluar el potencial carcinogénico de la pirfenidona. En un estudio de 24 meses con ratones, se observaron aumentos significativos de adenomas y carcinomas hepatocelulares y hepatoblastomas en machos a dosis de 800 mg/kg y superiores, y en hembras a dosis de 2.000 mg/kg. En ratas, se encontraron incrementos relacionados con la dosis de adenomas y carcinomas hepatocelulares en machos a dosis de 750 mg/kg y superiores, y en hembras a dosis de 1.500 mg/kg. La relevancia de estos hallazgos para humanos es desconocida. La pirfenidona no mostró mutagenicidad ni clastogenicidad en pruebas estándar y no afectó la fertilidad en ratas a dosis de hasta 1.000 mg/kg/día. En cobayas, se observó fototoxicidad e irritación tras la administración oral y exposición a rayos UVA/UVB, que se redujo con crema de protección solar. 

### Presentaciones
La pirfenidona se presenta en cápsulas de 267 mg y comprimidos de 267 o de 801 mg. 

#### Dosis[1][2][9][19]
La dosis diaria recomendada de pirfenidona para pacientes con FPI es de 801 mg tres veces al día con alimentos, para un total de 2403 mg/día. Se recomienda que la titulación de la dosis se realice con la cápsula o los comprimidos de 267 mg. Al iniciar tratamiento se debe iniciar con dosis bajas  hasta llegar a dosis altas  hasta alcanzar la dosis total recomendada, en un periodo de 14 días, de la siguiente manera:
- Día 1 a 7: 267 mg 3 veces al día (801 mg/día)
- Día 8 a 14: dos presentaciones de 267 mg 3 veces al día (1602 mg/día)
- Día 15 en adelante: 801 mg 3 veces al día (2403 mg/día)

No se recomiendan dosis superiores a 2403 mg/día para ningún paciente.

#### Excipientes[1][2][3]
- Celulosa microcristalina
- Croscarmelosa sódica
- Sílice coloidal anhidra
- Povidona K30
- Estearato de magnesio
- Alcohol polivinílico
- Dióxido de titanio
- Macrogol (polietilenglicol)
- Talco
- Óxido de hierro

### Precauciones
A los pacientes que experimenten una reacción de fotosensibilidad de leve a moderada o erupción cutánea se les debe recordar la instrucción de utilizar un protector solar a diario y evitar la exposición al sol. 

### Poblaciones especiales
- Adultos mayores: no es necesario ajustar dosis en pacientes de 65 años o más. [1][3][5]
- Pediátricos: la seguridad y eficacia del fármaco no se ha establecido en pacientes pediátricos. [1][2][9]
- Embarazo: No hay datos sobre el uso de pirfenidona en mujeres embarazadas. En animales, pirfenidona y sus metabolitos atraviesan la placenta y se acumulan en el líquido amniótico. No fue teratogénica en ratas y conejos a dosis altas, pero en ratas a ≥450 mg/kg/día causó retraso en la osificación fetal y a 1000 mg/kg/día prolongó la gestación y redujo la viabilidad fetal.[1][2][10][12]
- Lactancia: No se sabe si pirfenidona se excreta en la leche humana, pero en ratas sí lo hace, acumulándose en la leche. La ganancia de peso en crías de ratas disminuyó con dosis ≥300 mg/kg/día durante la gestación y lactancia. No se puede descartar riesgo para el lactante.[1][2][9][10]
- Deterioro hepático: no es necesario ajustar dosis en pacientes con deterioro hepático de leve a moderado. En pacientes con compromiso severo no se ha estudiado.[9][10][12]

No se ha estudiado la seguridad, eficacia y farmacocinética de la pirfenidona en pacientes con insuficiencia renal grave (CrCl < 30mL/min) o enfermedad renal terminal que requieran diálisis.

## Uso veterinario
En medicina veterinaria, la terapéutica antifibrótica no suele utilizarse.

## Otros usos

### Usos no incluidos en el registro sanitario (Off Label)

#### Pirfenidona y COVID-19[21][22]
La pandemia de COVID-19, causada por el SARS-CoV-2, ha generado interés en el uso de tratamientos antifibróticos, como la pirfenidona, debido a la posibilidad de que la infección provoque fibrosis pulmonar significativa. Los factores de riesgo para la COVID-19 grave, como la edad avanzada, el sexo masculino y comorbilidades, son comunes a los de la fibrosis pulmonar idiopática (FPI). La pirfenidona y otros compuestos antifibróticos se han evaluado en modelos de lesión pulmonar aguda y neumonía vírica. Los datos de infecciones anteriores por coronavirus, como el SARS y el MERS, junto con la información emergente de la COVID-19, sugieren que podrían ocurrir consecuencias fibróticas post-infección. Los tratamientos antifibróticos podrían ser útiles para prevenir la COVID-19 grave en pacientes con FPI y tratar la fibrosis en pacientes sin FPI. Los primeros análisis de pacientes con COVID-19 dados de alta hospitalaria muestran una alta tasa de anomalías fibróticas en la función pulmonar, con una prevalencia del 47% en la transferencia de gases y el 25% en la capacidad pulmonar total reducida. Además, se ha observado que la fibrosis pulmonar puede desarrollarse en pacientes con síndrome de dificultad respiratoria aguda (SDRA), destacando la necesidad de una intervención antifibrótica temprana. Aunque la prevalencia exacta de la fibrosis post-COVID-19 sigue sin ser clara, las experiencias previas con SARS y MERS indican que aproximadamente el 30% de los supervivientes presentaron anomalías fibróticas. Los estudios de seguimiento a largo plazo son esenciales para establecer la verdadera prevalencia y desarrollar estrategias efectivas para abordar las secuelas fibróticas de la COVID-19.

#### Pirfenidona y Enfermedad por hígado graso no alcohólico (EHGNA)[23][24]
La pirfenidona de liberación prolongada (PFD-LP) ha mostrado resultados prometedores en ensayos clínicos para la enfermedad del hígado graso no alcohólico (EHGNA), particularmente una forma avanzada llamada esteatohepatitis (NASH). En estos estudios, los experimentos se realizaron  tanto in vitro utilizando hepatocitos cultivados como in vivo utilizando ratones, respetando estrictos estándares de cuidado de los animales. 
Los ratones alimentados con una dieta rica en grasas y carbohidratos que imita a NASH fueron tratados con PFD-LP. Los resultados mostraron que el tratamiento con PFD-LP redujo la macroesteatosis, la inflamación y la fibrosis hepática, y alivió significativamente el daño hepático. Además, se observaron mejoras en los niveles de transaminasas, colesterol total, triglicéridos y hormonas metabólicas como la insulina y el glucagón. Este estudio también encontró que PFD-LP induce la expresión de genes importantes como SIRT-1 y PPAR α, que regulan el metabolismo de los lípidos y la inflamación. Estos resultados sugieren que PFD-LP puede corregir los desequilibrios bioquímicos, metabólicos y genéticos asociados con  NASH, mejorando así la resistencia a la insulina y reduciendo la lipotoxicidad tisular. La capacidad de PFD-LP para actuar como agonista de los receptores PPAR-α representa un valor añadido significativo, ya que estas moléculas son importantes para el equilibrio del metabolismo de los lípidos en el organismo.
En resumen, estos resultados demuestran que PFD-LP tiene un gran potencial para el tratamiento de NASH, ya que no solo inhibe la progresión de la fibrosis hepática sino que también  mejora el estado metabólico y hepático general de los pacientes. 

#### Pirfenidona y sus efectos cardioprotectores[25]
La fibrosis miocárdica es una respuesta a diversas agresiones cardiacas que puede contribuir a la insuficiencia cardiaca (IC). Aunque los tratamientos actuales como los inhibidores del sistema renina-angiotensina-aldosterona intentan abordar esta fibrosis, su efectividad es limitada, lo que impulsa la búsqueda de nuevos enfoques. La pirfenidona, también muestra potencial para tratar la fibrosis cardiaca debido a sus propiedades antifibróticas, antioxidantes y antiinflamatorias, lo que podría tener beneficios en enfermedades cardiacas similares a las pulmonares.
Modelos de cardiomiopatía por aumento de la poscarga:
En ratas con hipertensión inducida por nefrectomía, el tratamiento con pirfenidona durante 2 semanas redujo la respuesta hipertrófica de los ventriculos, la fibrosis miocárdica y la disfunción diastólica. En otro estudio, ratones divididos en grupos que recibieron angiotensina-II más pirfenidona mostraron una menor respuesta hipertrófica y fibrosis perivascular e intersticial comparados con los que solo recibieron angiotensina-II. La pirfenidona no afectó la presión arterial en estos modelos, pero sí disminuyó la hipertrofia y la inflamación del ventrículo izquierdo (VI) en ratones con IC inducida por constricción aórtica transversal (TAC). En estos últimos, también alivió la disfunción contráctil y la fibrosis del VI.
Pirfenidona en otras miocardiopatías:
En modelos animales de miocardiopatía inducida por diabetes o doxorrubicina, la pirfenidona redujo la deposición de colágeno y mejoró la disfunción diastólica sin normalizar la contractilidad cardíaca. En un estudio con perros con IC inducida por marcapasos de alta frecuencia, la pirfenidona redujo significativamente la fibrosis de la aurícula izquierda, disminuyendo la susceptibilidad a la fibrilación auricular. En ratones mdx, un modelo de distrofia muscular de Duchenne, la pirfenidona mejoró la contractilidad del VI sin afectar significativamente la fibrosis.
Infarto agudo de miocardio (IAM):
En modelos de IM, la pirfenidona redujo la fibrosis miocárdica y mejoró la función sistólica del VI. En ratas, el tratamiento con pirfenidona tras una lesión de isquemia-reperfusión mostró una menor cicatrización y mejor preservación de la función cardíaca, reduciendo la inducibilidad de taquicardias ventriculares. En otro estudio con ligadura de la arteria coronaria descendente anterior izquierda, la pirfenidona redujo la fibrosis y la progresión a IC, mejorando la supervivencia en modelos de miocardiopatía aguda.
Estos resultados sugieren que la pirfenidona podría ser un tratamiento prometedor para diversos trastornos cardiacos, aunque se necesita más investigación para confirmar su eficacia en humanos.

### Controversias
Se considera que la fibrosis pulmonar idiopática (FPI) es una enfermedad rara que afecta a menos de 5 personas por cada 10.000. Se clasifica a la pirfenidona, su tratamiento, como un medicamento huérfano. Los medicamentos huérfanos no son ampliamente desarrollados por la industria farmacéutica debido a razones financieras, ya que están destinados a un grupo reducido de pacientes, aunque cubren importantes necesidades de salud pública.